# ماتياس بلوباوم
ماتياس بلوباوم Matthias Blübaum (ولد في 18 أبريل 1997) لاعب شطرنج ألماني يحمل لقب أستاذ كبير.
- كان المصنف رقم 3 في ألمانيا في أكتوبر عام 2017.
- تعلم الشطرنج في سن السابعة، وحصل على لقب أستاذ دولي عام 2012.
- حصل على لقب أستاذ كبير عام 2015.
- مثل ألمانيا في بطولة فرق أوروبا للشطرنج وكذلك أولمبياد الشطرنج.
- لعب لصالح نادي إس في فيردر بريمن في الدوري الألماني للشطرنج من عام 2012 إلى 2017. وانتقل إلى نادي شاخفروينده دايتسيزاو في عام 2017.

## روابط خارجية
- ماتياس بلوباوم على موقع الاتحاد الدولي للشطرنج (الإنجليزية)
- ماتياس بلوباوم على موقع مباريات الشطرنج (الإنجليزية)
- ماتياس بلوباوم على موقع 365Chess.com (الإنجليزية)
- ماتياس بلوباوم على موقع Chesstempo.com (الإنجليزية)